# Claudio Masin

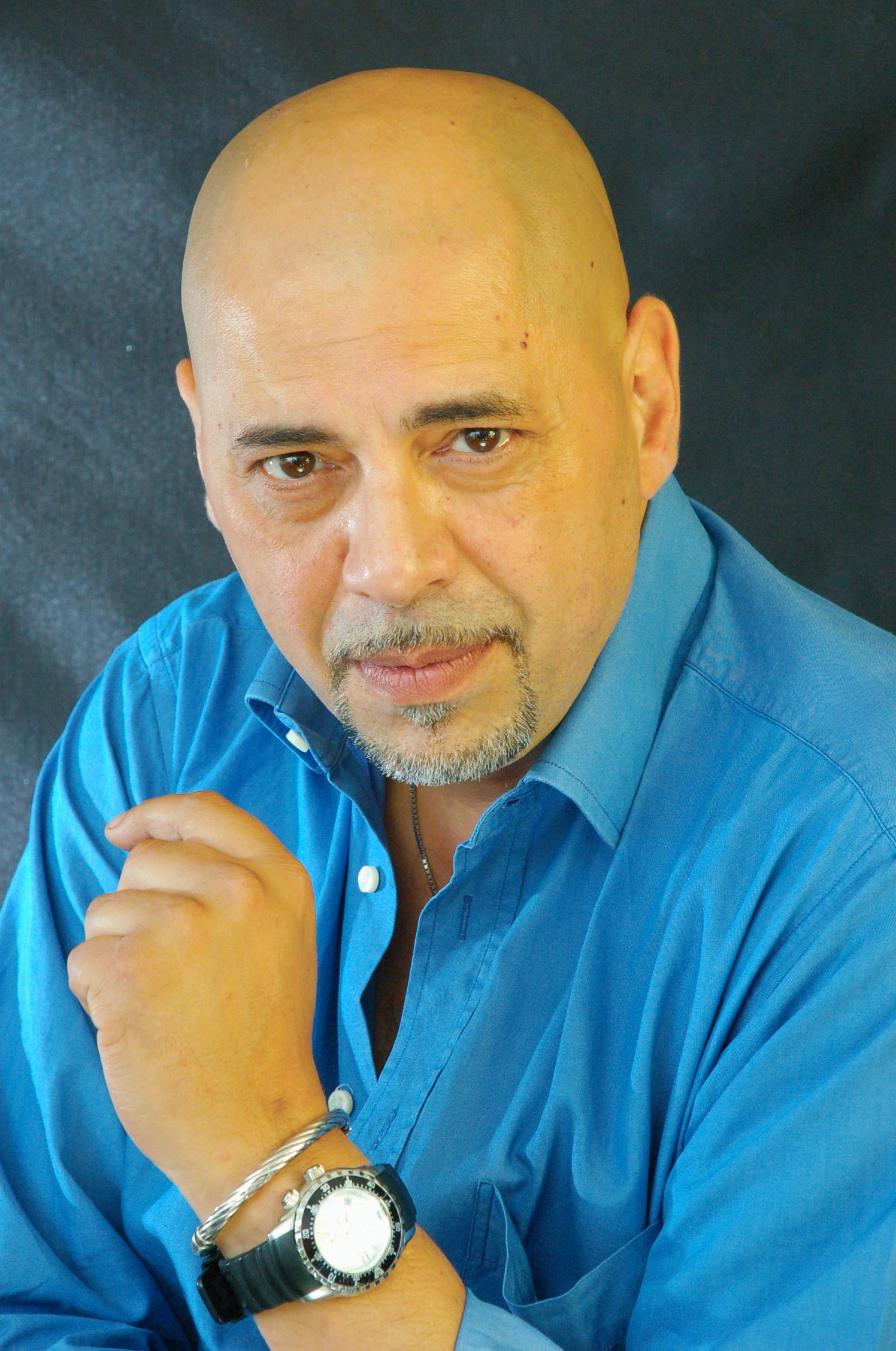
Claudio Masin, 2014

Claudio Masin (* 15. März 1958 in Buenos Aires) ist ein argentinischer Schauspieler und Filmregisseur.

## Leben
Masin wurde als Sohn eines italienischen Einwanderers, der in Argentinien als Unternehmer wirkte, geboren. Er besuchte die Academia de Arte Dramatica in Buenos Aires und spielte in Telenovelas. 1980 siedelte er nach Europa über und wurde einer der Hauptdarsteller der Serie Un'ora per voi, die von der RAI produziert wurde. Es folgten weitere italienische und internationale Engagements bei Regisseuren wie Robert M. Young, Sidney Hayers und Pasquale Squitieri.
Als Regisseur inszenierte er einige Werbe- und Dokumentarfilme, bevor er 1998 mit Soft Air, der auch beim Filmfestival von Cannes gezeigt wurde, für das Kino debütierte. Es blieb seine einzige lange Regiearbeit; Masin setzte seine Karriere in weiteren Rollen für das Fernsehen und beim Film fort.

## Filmografie (Auswahl)
- 1998: Soft Air (& Regie)